# Colonia Pinal Villa
Colonia Pinal Villa är en ort i Mexiko.   Den ligger i kommunen Cihuatlán och delstaten Jalisco, i den södra delen av landet, 600 km väster om huvudstaden Mexico City. Colonia Pinal Villa ligger 14 meter över havet och antalet invånare är 724.
Terrängen runt Colonia Pinal Villa är kuperad norrut, men söderut är den platt. Havet är nära Colonia Pinal Villa åt sydväst.  Närmaste större samhälle är Cihuatlán, 13,5 km öster om Colonia Pinal Villa.